# Pachydiscidae
Famille
Les Pachydiscidae (pachydiscidés) sont une famille d'ammonites.

## Liste des genres
Selon BioLib (4 octobre 2018) :
- genre Lewesiceras Spath, 1939 †
- genre Pachydiscus Zittel, 1884 †

Selon Paleobiology Database (4 octobre 2018) :
- genre Baskaniceras
- genre Canadoceras
- genre Chimbuites
- genre Eopachydiscus
- genre Eupachydiscus
- genre Hoepenites
- genre Lewesiceras
- genre Menabonites
- genre Menuites
- genre Nowakites
- genre Pachydiscoides
- genre Pachydiscus
- genre Patagiosites
- genre Pseudojacobites
- genre Teshioites
- genre Tongoboryceras
- genre Tuberodiscoides
- genre Urakawites